# Susan Clark
Susan Clark (nascuda amb el nom de Nora Golding el 8 de març de 1943) és una actriu canadenca, coneguda pels seus papers cinematogràfics a Coogan's Bluff i Colossus: The Forbin Project, i pel seu paper de Katherine Papadopolis a la sitcom nord-americana Webster, en la qual va aparèixer amb el seu marit, Alex Karras.

## Joventut, família i educació
Clark va néixer a Sarnia, Ontario, filla d'Eleanor Almond i George Raymond Golding.
Quan tenia dotze anys, la seva família es va mudar a Toronto i va començar a anar al Toronto Children's Players Theatre, tot i que ja fins aleshores ja havia estat estudiant teatre. Ja als anys seixanta se'n va anar a estudiar a la Royal Academy of Dramatic Arts de Londres.

## Carrera
A principis dels anys seixanta Clark va fer el seu primer debut a "Poor Bitos" a Londres.
Va ser contractada per Universal Pictures l'any 1967, tot continuant actuant en sèries de televisió i fent el seu debut al llargmetratge Banning.

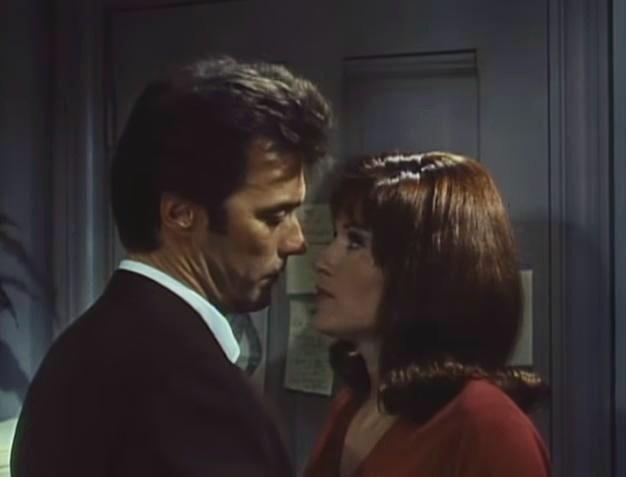
Susan Clark i Clint Eastwood a Coogan's Bluff (1968)

Clark va tenir papers principals tot actuant amb altres actors prominents en diverses pel·lícules d'Universal, com ara a Coogan's Bluff, amb Clint Eastwood el 1968; a La vall del fugitiu, amb Robert Redford el 1969; a Valdez Is Coming, amb Burt Lancaster el 1971; a Cara a cara, amb Dean Martin el 1973; a La nit es mou, amb Gene Hackman el 1975; a The Apple Dumpling Gang, amb Bill Bixby el 1975, i a les pel·lícula de desastres Airport 1975, el 1975 i City on Fire, el 1979.
El 1976, va protagonitzar una pel·lícula biogràfica de tres hores sobre l'aviadora Amelia Earhart, per la qual va rebre una nominació als Emmy per la categoria de millor actriu. Va fer de model de topless per a Playboy a la revista de febrer de 1973, titulada "The Ziegfeld Girls: A dazzling review starring the talking pictures' own Susan Clark".
Clark va fer de doctora Cleo Markham a Colossus: The Forbin Project, de la prostituta Cherry Forever a Porky's, d'Elizabeth Murray a Emily of New Moon, d'Elaine Moore a la pel·lícula de televisió Trapped i de Muriel Mulligan a Snowbound: The Jim and Jennifer Stolpa Story. També va interpretar l'assassina Beth Chadwick a l'episodi de Columbo "Lady in Waiting".

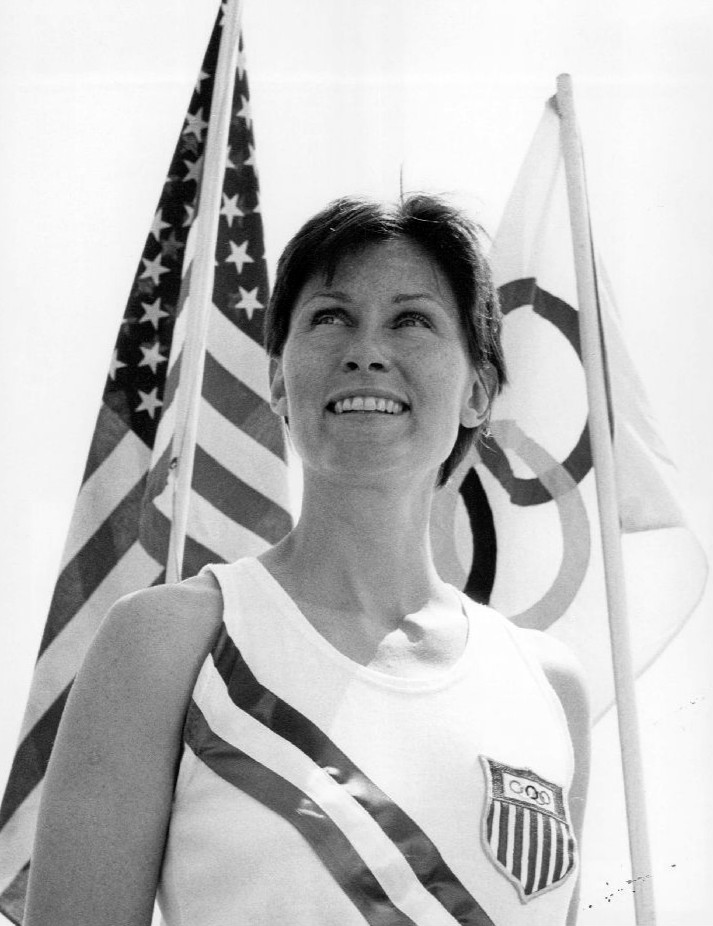
Susan Clark com Babe a la pel·lícula homònima (1975)

A Babe, va interpretar l'atleta poliesportiva Babe Didrikson Zaharias, guanyant un Emmy el 1976. Ella i Karras van fer de matrimoni a la sitcom Webster durant sis anys a la dècada de 1980.
El 2006, Clark va aparèixer al Manitoba Theatre Center a la producció Warehouse de The Retreat from Moscow, i el 2007 a la producció de The Importance of Being Earnest.

## Vida personal
Es va casar amb el jugador de futbol americà convertit en actor Alex Karras el 1980. Es van conèixer quan van protagonitzar Babe (film en el qual ell va interpretar el seu marit, el lluitador professional George Zaharias). Més tard van protagonitzar junts la popular comèdia Webster en hora de màxima audiència, actuant de matrimoni. El 1980 també va ser l'any en el qual va néixer llur filla Katie.
Tots dos varen romandre casats fins a la mort del marit el 10 d'octubre de 2012.

## Filmografia

### Cinema
| Any  | Títol                                              | Paper                          | Notes                                                 |
| ---- | -------------------------------------------------- | ------------------------------ | ----------------------------------------------------- |
| 1967 | Banning                                            | Cynthia Linus                  |                                                       |
| 1968 | Brigada homicida (Madigan)                         | Tricia Bentley                 |                                                       |
| 1968 | Coogan's Bluff                                     | Julie Roth                     |                                                       |
| 1968 | Something for a Lonely Man                         | Mary Duren                     | co-estrella amb Dan Blocker actuant de John Killibrew |
| 1969 | La vall del fugitiu (Tell Them Willie Boy Is Here) | Dr. Elizabeth Arnold           |                                                       |
| 1970 | Skullduggery                                       | Dr. Sybil Greame               |                                                       |
| 1970 | Colossus: The Forbin Project                       | Dr. Cleo Markham               |                                                       |
| 1971 | Valdez Is Coming                                   | Gay Erin                       |                                                       |
| 1971 | Joc brut (Skin Game)                               | Ginger / Miss Abigail Blodgett |                                                       |
| 1973 | Cara a cara (Cara a cara)                          | Kate Jarvis                    |                                                       |
| 1974 | The Midnight Man                                   | Linda Thorpe                   |                                                       |
| 1974 | Airport 1975                                       | Helen Patroni                  |                                                       |
| 1975 | La nit es mou (Night Moves)                        | Ellen Moseby                   |                                                       |
| 1975 | The Apple Dumpling Gang                            | Magnolia Dusty Clydesdale      |                                                       |
| 1979 | Assassinat per decret (Murder by Decree)           | Mary Jane Kelly                |                                                       |
| 1979 | The North Avenue Irregulars                        | Anne Woods                     |                                                       |
| 1979 | City on Fire                                       | Diana Brockhurst-Lautrec       |                                                       |
| 1979 | Promises in the Dark                               | Fran Koenig                    |                                                       |
| 1980 | Deadly Companion                                   | Paula West                     |                                                       |
| 1981 | Nobody's Perfekt                                   | Carol                          |                                                       |
| 1981 | Porky's                                            | Cherry Forever                 |                                                       |

### Televisió
| Any     | Títol                                        | Paper                              | Notes                                       |
| ------- | -------------------------------------------- | ---------------------------------- | ------------------------------------------- |
| 1963    | The Plane Makers                             | Janet                              | "A Good Night's Work"                       |
| 1963    | Emergency – Ward 10                          | Phyllis Armour                     | "1.637", "1.639"                            |
| 1963    | The Sentimental Agent                        | Philippa                           | "Finishing School"                          |
| 1965    | The Benny Hill Show                          | Various                            | "Police: Friend or Foe?"                    |
| 1965    | Festival                                     | Cathy / Heloise                    | "Horror of Darkness", "Heloise and Abelard" |
| 1966    | Festival                                     | Mabel Chiltern                     | "An Ideal Husband"                          |
| 1966    | Seaway                                       | Kate Lynch                         | "Trial by Fire"                             |
| 1967    | Bob Hope Presents the Chrysler Theatre       | Helen Silbey                       | "Blind Man's Bluff"                         |
| 1967    | The Virginian                                | Melanie Kohler                     | "Melanie"                                   |
| 1967    | Run for Your Life                            | Kathryn Aller                      | "Cry Hard, Cry Fast: Parts 1 & 2"           |
| 1968    | Something for a Lonely Man                   | Mary Duren                         | Film televisiu                              |
| 1969    | Marcus Welby, M.D.                           | Ruth Ann Adams                     | "Hello, Goodbye, Hello"                     |
| 1970    | The Challengers                              | Catherine "Cat" Burroughs          | Film televisiu                              |
| 1971    | The Bold Ones: The Lawyers                   | Ellen McKay                        | "In Defense of Ellen McKay"                 |
| 1971    | Columbo                                      | Beth Chadwick                      | "Lady in Waiting"                           |
| 1972    | The Astronaut                                | Gail Randolph                      | Film televisiu                              |
| 1972    | Poet Game                                    | Diana Howard                       | Film televisiu                              |
| 1972    | Marcus Welby, M.D.                           | Judy Graham                        | "Please Don't Send Flowers"                 |
| 1972    | The Bold Ones: The New Doctors               | Janice Morrow                      | "An Inalienable Right to Die"               |
| 1973    | Trapped                                      | Elaine Moore                       | Film televisiu                              |
| 1974    | Double Solitaire                             | Barbara Potter                     | Film televisiu                              |
| 1974    | Barnaby Jones                                | Karen Maybury / "Leila Evanston"   | "Woman in the Shadows"                      |
| 1975    | Babe                                         | Mildred "Babe" Didrikson Zaharias  | TV film, Emmy Award                         |
| 1976    | McNaughton's Daughter                        | Laurel McNaughton                  | Minisèrie de televisió                      |
| 1976    | Amelia Earhart                               | Amelia Earhart                     | Nominada als Emmy i al Golden Globe         |
| 1978    | Hedda Gabler                                 | Hedda Gabler                       | Film televisiu                              |
| 1980    | Jimmy B. & André                             | Stevie                             | Film televisiu                              |
| 1981    | The Choice                                   | Kay Clements                       | Film televisiu                              |
| 1981    | Standing Room Only                           | Madge Larrabee                     | "Sherlock Holmes"                           |
| 1982    | Maid in America                              | Catherine Abel                     | Film televisiu                              |
| 1983-89 | Webster                                      | Katherine Calder-Young Papadapolis | Nominada al Golden Globe del 1985           |
| 1991    | Murder, She Wrote                            | Meredith Hellman                   | "Moving Violation"                          |
| 1994    | Snowbound: The Jim and Jennifer Stolpa Story | Muriel Mulligan                    | Film televisiu                              |
| 1994    | Tonya & Nancy: The Inside Story              | LaVona Harding                     | Film televisiu                              |
| 1995    | Butterbox Babies                             | Lila Young                         | Film televisiu                              |
| 1996    | Toe Tags                                     | Trent's Mother                     | Film televisiu                              |
| 1998-99 | Emily of New Moon                            | Aunt Elizabeth Murray              | Paper recurrent                             |